# 조림초등학교 (충남)
조림초등학교는 대한민국 충청남도 예산군에 있는 초등학교다.

## 학교 연혁
- 1954. 03. 15 신암국민학교 조림분교장 인가
- 1956. 05. 31 조림국민학교 개교
- 1978. 04. 09 새마을 학교 우수교 지정(문교부)
- 1981. 10. 01 현교사에 신축 이전
- 1984. 03. 02 조림초등학교 병설유치원 개원
- 1993. 03. 01 근검, 협동 생활화 교육 심사(도)
- 1994. 03. 01 과학교육 심사교 지정 운영(도)
- 2003. 03. 01 6학급 인가
- 2004. 12. 30 과학·환경, 체육 교육활동 우수교 표창
- 2006. 03. 01 농어촌 지역 중심학교 공동교육과정 운영
- 2010. 02. 04 학력평가 우수교 표창
- 2011. 01. 21 선정사교육비 경감 우수교
- 2013. 03. 01 다꿈학교 선정 및 운영
- 2013. 12. 20 공부사랑동아리 운영 우수교
- 2014. 03. 01 농산어촌 ICT 시범학교 운영
- 2015. 02. 13 제58회 졸업(3360명 배출)

## 학교 모습

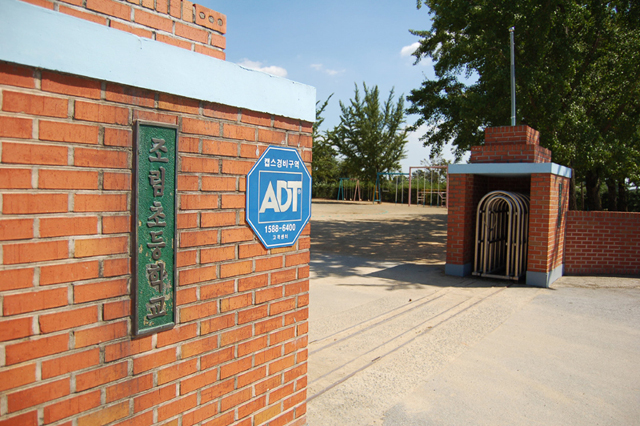
정문
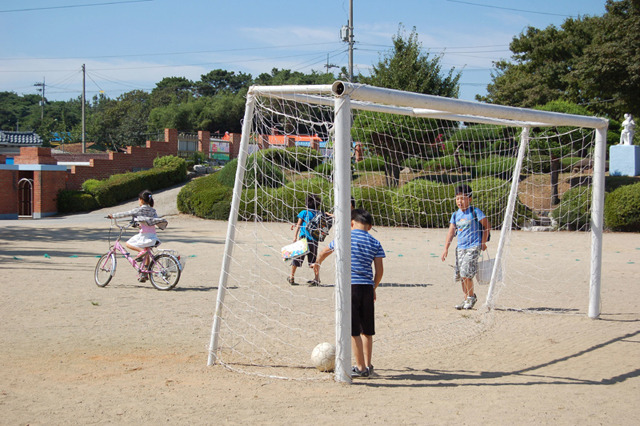
운동장
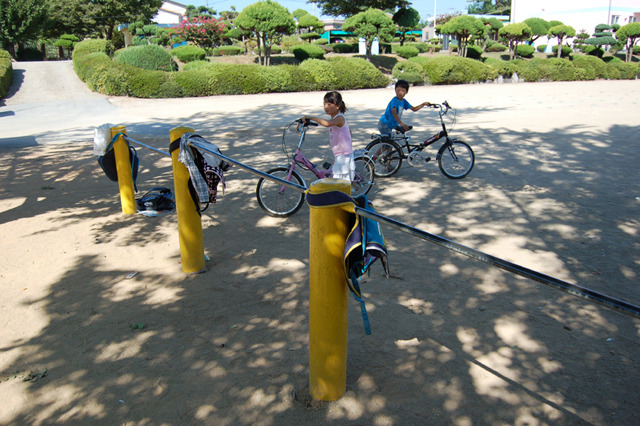
운동장